# Ampulex maculicornis
Ampulex maculicornis är en  stekelart som först beskrevs av Cameron 1889.  Ampulex maculicornis ingår i släktet Ampulex och familjen Ampulicidae. Inga underarter finns listade i Catalogue of Life.